# Aldo Florenzi
Aldo Florenzi (Nuoro, 2 aprile 2002) è un calciatore italiano, centrocampista del Cosenza.

## Caratteristiche tecniche
È un centrocampista completo, impiegato principalmente da mezzala, ma utilizzabile anche come playmaker o da trequartista. Dotato di notevoli doti tecniche e atletiche, ha una buona visione di gioco ed è abile nei dribbling e negli inserimenti in area.
Ha dichiarato di ispirarsi a Nicolò Barella.

## Carriera

### Club

#### Gli inizi
Nato a Nuoro, Florenzi inizia a giocare nella scuola calcio Puri e Forti di Nuoro, per poi passare al vivaio del Chievo, e infine al Cosenza nel 2019: inizialmente approdato in Calabria in prestito, viene riscattato dalla società silana l'estate successiva.

#### Cosenza
All'inizio della stagione 2021-2022, il centrocampista viene aggregato per la prima volta, insieme a diversi altri compagni della Primavera, alla prima squadra del Cosenza, la cui rosa era rimasta incompleta per via della tardiva ufficializzazione della riammissione in Serie B (dovuta all'esclusione del Chievo). Quindi, il 13 agosto 2021, Florenzi debutta fra i professionisti, giocando da titolare la gara contro la Fiorentina, valida per i trentaduesimi di finale di Coppa Italia e vinta per 4-0 dai viola.
In seguito a quanto mostrato durante la preparazione estiva, Florenzi viene confermato nella rosa rossoblù dall'allenatore Marco Zaffaroni, facendo poi il suo esordio in Serie B il 22 agosto del 2021, partendo dal primo minuto nella sfida contro l'Ascoli, persa per 1-0 dalla sua squadra. Nel dicembre seguente, firma il suo primo contratto da professionista con la società calabrese, valido fino al 2025. Schierato regolarmente anche dagli altri due allenatori ingaggiati dal Cosenza durante il campionato, Roberto Occhiuzzi e Pierpaolo Bisoli, Florenzi conclude la stagione con un totale di 29 presenze (di cui una nei play-out) e tre assist, dando così un notevole contributo alla salvezza finale dei silani.
Il 21 agosto 2022, in occasione della partita vinta per 2-1 contro il Modena, il centrocampista trova la sua prima rete con i calabresi. Nell'ottobre successivo, invece, rinnova il proprio contratto con il Cosenza fino al 2026, con un'opzione di estensione per un'ulteriore annata.

### Nazionale
Nel giugno del 2022, Florenzi viene convocato per la prima volta nella nazionale Under-20 italiana dal CT Alberto Bollini. Fa quindi il suo esordio con gli Azzurrini il 7 giugno seguente, subentrando a Tommaso Milanese al 74º minuto della sfida del Torneo 8 Nazioni contro la Polonia, persa per 1-0.
Nel dicembre seguente, partecipa ad uno stage organizzato dal CT della nazionale maggiore, Roberto Mancini, e riservato ai migliori giovani talenti di interesse nazionale.

## Statistiche

### Presenze e reti nei club
Statistiche aggiornate al 13 maggio 2025.
| Stagione        | Squadra         | Campionato      | Campionato | Campionato | Coppe nazionali | Coppe nazionali | Coppe nazionali | Coppe continentali | Coppe continentali | Coppe continentali | Altre coppe | Altre coppe | Altre coppe | Totale | Totale |
| Stagione        | Squadra         | Comp            | Pres       | Reti       | Comp            | Pres            | Reti            | Comp               | Pres               | Reti               | Comp        | Pres        | Reti        | Pres   | Reti   |
| --------------- | --------------- | --------------- | ---------- | ---------- | --------------- | --------------- | --------------- | ------------------ | ------------------ | ------------------ | ----------- | ----------- | ----------- | ------ | ------ |
| 2021-2022       | Cosenza         | B               | 27+1       | 0          | CI              | 1               | 0               | -                  | -                  | -                  | -           | -           | -           | 29     | 0      |
| 2022-2023       | Cosenza         | B               | 21+2       | 3          | CI              | 1               | 0               | -                  | -                  | -                  | -           | -           | -           | 24     | 3      |
| 2023-2024       | Cosenza         | B               | 28         | 0          | CI              | 0               | 0               | -                  | -                  | -                  | -           | -           | -           | 28     | 0      |
| 2024-2025       | Cosenza         | B               | 29         | 2          | CI              | 1               | 0               | -                  | -                  | -                  | -           | -           | -           | 30     | 2      |
| Totale carriera | Totale carriera | Totale carriera | 105+3      | 5          |                 | 3               | 0               |                    | -                  | -                  |             | -           | -           | 111    | 5      |